# Igor Vianna
Igor Vianna (Rio de Janeiro, 27 de julho de 1979) é um intérprete de samba-enredo brasileiro. Atualmente, defende a Mocidade Independente de Padre Miguel e a Chegou O Que Faltava no Rio de Janeiro e em Vitória, respectivamente.

## Carreira

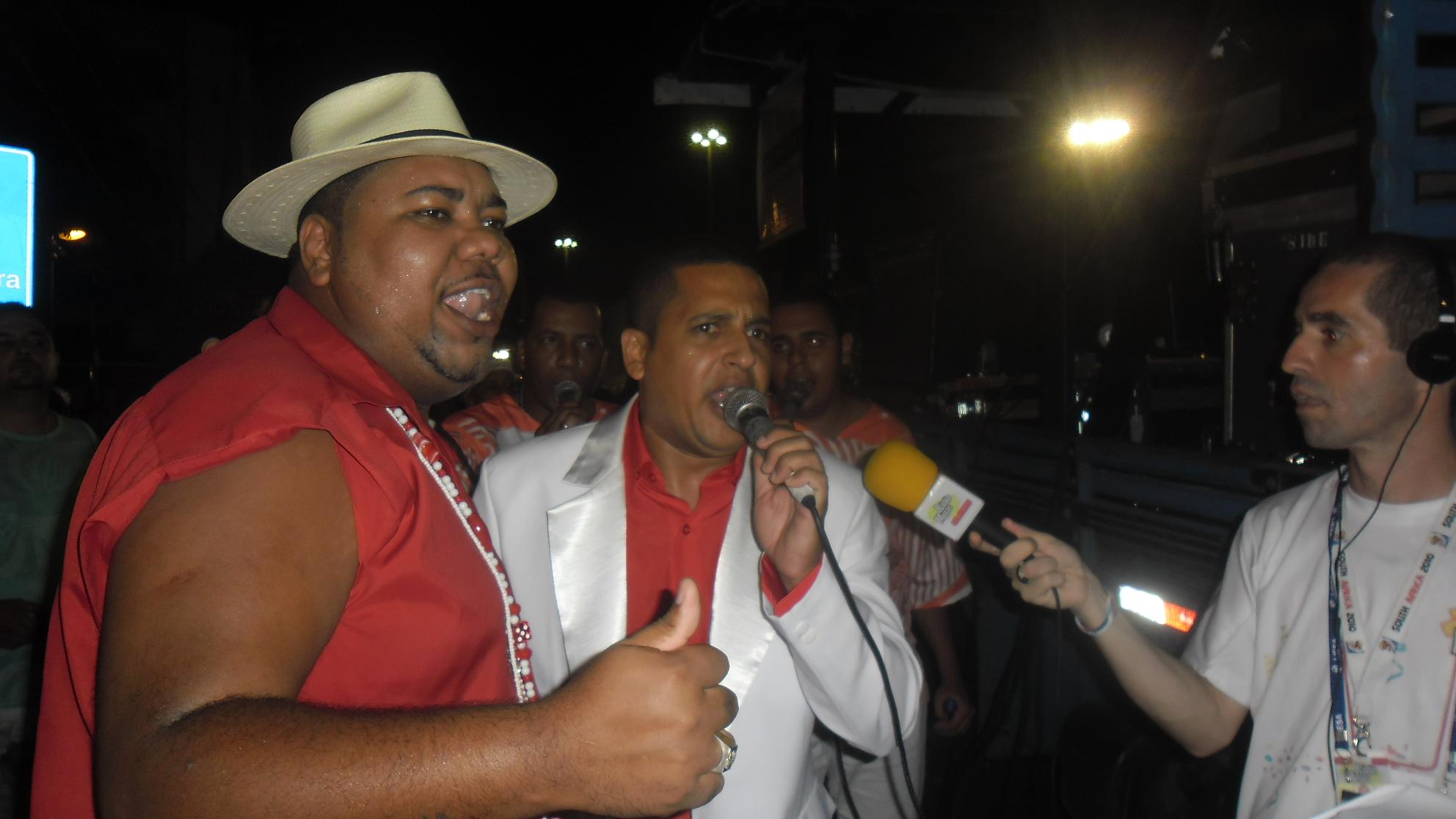
Igor Vianna (à direita) durante o desfile da Unidos de Bangu, em 2013.

Nascido e criado no bairro de Bangu e filho do grande Ney Vianna, voz oficial da Mocidade por duas décadas e bisneto de Pixinguinha. Igor Vianna iniciou sua carreira, na Vila Kennedy, aonde esteve nos anos de 2001 e 2002. no ano seguinte foi apoio de Rixxah na União de Jacarepaguá, em 2003 e 2004. até voltar a ser cantor oficial, na Tradição. onde em seu primeiro ano, interpretou o enredo "Bahia de todos os deuses", samba do Salgueiro de 1969, que foi reeditado pela escola, aonde ficou até 2009. além disso, foi apoio de Tinga na Vila Isabel, de 2005 a 2007. e de Gilsinho, na Portela, onde esteve até 2011. no ano de 2010, iria retornar a União de Jacarepaguá, agora na condição de intérprete oficial mas preferiu ser cantor da Santa Cruz, devido ao regulamento que determina não permitir que um intérprete seja oficial de duas agremiações ao mesmo tempo.  
No ano seguinte, foi para Cubango, aonde primeiro ia dividir o microfone com David do Pandeiro, mas após David preferir retornar a Santa Cruz. esteve como único intérprete da escola. em 2012, estreou no Carnaval Paulista e Uruguaiana, aonde esteve nas escolas Tucuruvi e São Miguel, dos grupos principais dos respectivos carnavais. além de ter uma passagem pela Unidos de Padre Miguel, do Grupo de acesso B do Carnaval carioca e de ser apoio, agora, na Renascer de Jacarepaguá. para 2013, Igor inicialmente continuaria na própria Unidos de Padre Miguel, mas acertou com a Porto da Pedra, para ser o novo cantor da escola de São Gonçalo . e será também cantor da Camisa Verde e Branco. 
Em 2014, Igor acertou para ser o novo intérprete da tradicional Unidos de Bangu. mas devido a outros compromissos, deixou a agremiação, há poucos dias do desfile. só estando como intérprete nos carnavais de Guaratinguetá e Campos. além de estar como apoio da Paraíso do Tuiuti.em 2015 retorna ao Carnaval Paulista, agora pra defender a Pérola Negra. Após um bom tempo afastado do carnaval carioca, será o responsável por comandar o carro de som da Alegria da Zona Sul, em 2017 e após três anos deixou o carro de som da Alegria atuou ainda na Unidos de Bangu e em 2021, será um dos cantores oficiais do Império Serrano. Para o carnaval de 2023, será o puxador da União da Ilha do Governador. Já agora em 2024, se prontifico para ser intérprete oficial da Chegou o Que Faltava, escola de samba do carnaval capixaba.

## Premiações
- Estrela do Carnaval

1. 2020 - Melhor intérprete (Unidos de Bangu) [15]
2. 2023 - Melhor intérprete (União da Ilha) [16]

- Gato de Prata

1. 2018 - Melhor intérprete (Alegria) [17]

- Melhores do Carnaval

1. 2019 - Melhor intérprete (Alegria) [18]

- Plumas & Paetês Cultural

1. 2023 - Melhor intérprete (União da Ilha) [19]

- Prêmio Feras da Sapucaí

1. 2022 - Melhor intérprete (Império Serrano) [20]

- Prêmio Ziriguidum

1. 2015 - Melhor samba-enredo (Vila Kennedy - "Sassaricando por aí, a Vedete Escolheu Seu Paraíso: Piraí") [21]

- S@mba-Net

1. 2009 - Melhor intérprete (Tradição) [22][23]
2. 2012 - Melhor intérprete (Unidos de Padre Miguel) [24]
3. 2019 - Melhor intérprete (Alegria) [25]

- Troféu Sambario

1. 2019 - Melhor intérprete (Alegria) [26]
2. 2020 - Melhor intérprete (Unidos de Bangu) [27]